# Archonta
Archonta is een vermoedelijk parafyletische superorde van zoogdieren waartoe de volgende ordes toe behoren:
- Primaten
- Scandentia
- Dermoptera
- Chiroptera

Recent onderzoek heeft aangetoond dat Chiroptera (vleermuizen) toch niet zo verwant zijn aan de Archonta, daarom is het taxon Euarchonta voorgesteld waar de Chiroptera niet zijn bijgerekend.